# 四街道駅

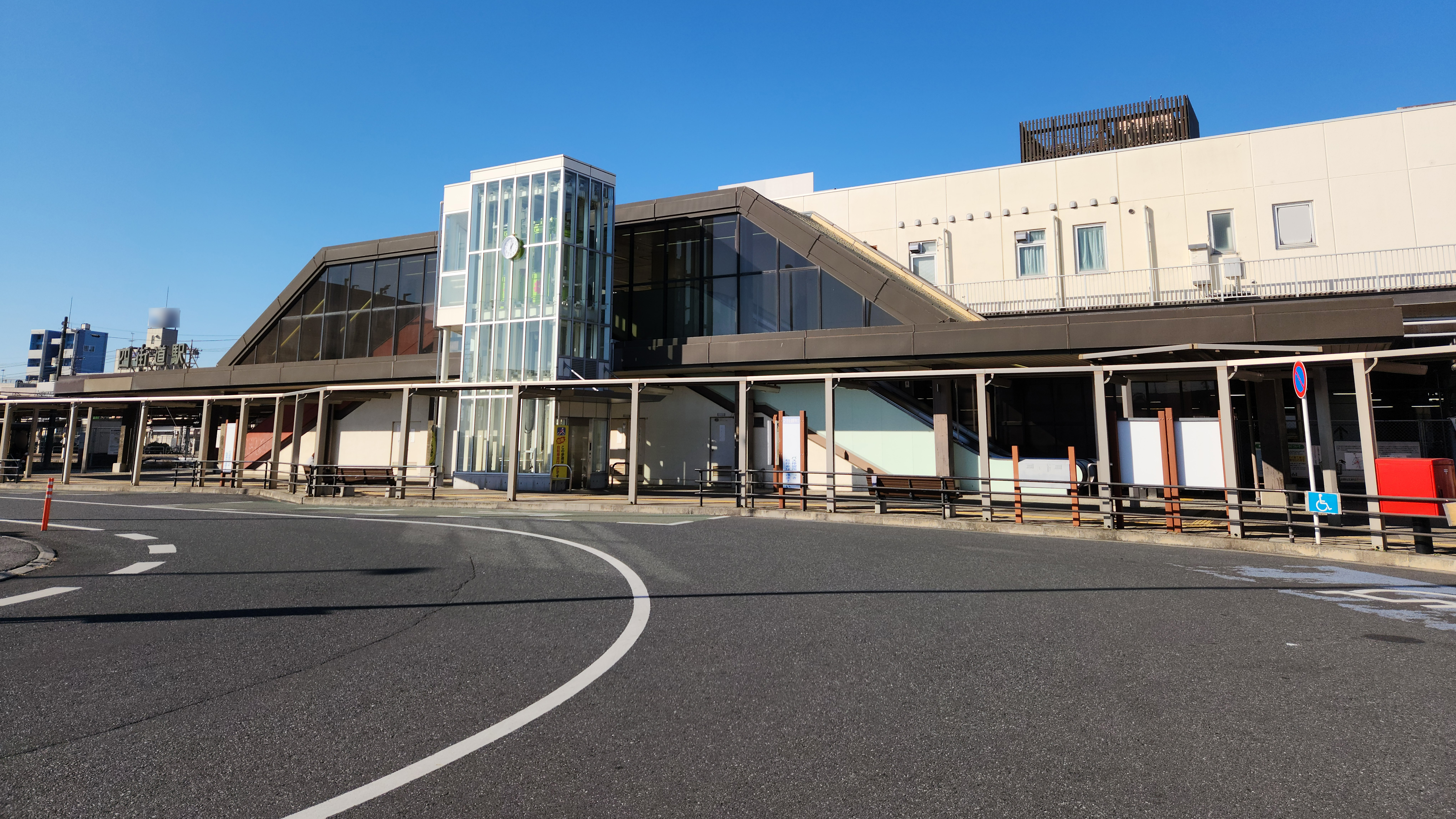
南口（2023年12月）

四街道駅（よつかいどうえき）は、千葉県四街道市四街道一丁目にある、東日本旅客鉄道（JR東日本）総武本線の駅である。佐倉駅から成田線に乗り入れる列車も停車する。駅番号はJO 31。

## 歴史
- 1894年（明治27年）12月9日：総武鉄道（初代）の四ツ街道駅（よつかいどうえき）として開業[1]。旅客・貨物取扱。
- 1907年（明治40年）
  - 9月1日：総武鉄道買収により、帝国鉄道庁の駅となる[1]。
  - 11月1日：四街道駅に改称[1]。
- 1974年（昭和49年）2月1日：貨物取扱廃止[1]。
- 1981年（昭和56年）12月11日：四街道町の市制施行にあわせて橋上化される[1]。
- 1987年（昭和62年）4月1日：国鉄分割民営化に伴い、東日本旅客鉄道（JR東日本）の駅となる[4]。
- 1994年（平成6年）12月3日：特急「ホームタウン佐倉」が設定され当駅が停車駅となる。定期特急列車停車は初となる。
- 1995年（平成7年）3月11日：自動改札機設置、供用開始[5]。
- 1997年（平成9年）3月：6両分だったホーム上屋が15両分完成。
- 2001年（平成13年）11月18日：ICカード「Suica」の利用が可能となる[報道 2]。
- 2002年（平成14年）12月20日：ミニ駅ビル「JR四街道駅ビル」の1・2階部分を先行開業[新聞 1]。
- 2003年（平成15年）
  - 2月17日：駅ビル全面オープン[新聞 1]。
  - 10月1日：特急「成田エクスプレス」の一部列車が停車開始。
- 2010年（平成22年）11月13日：南口側ロータリー竣工[新聞 2]。
- 2023年（令和5年）
  - 1月31日：みどりの窓口の営業終了[注釈 1][8][7]。
  - 2月1日：話せる指定席券売機導入[注釈 1][3][7]。

## 駅構造
北口に接して単式ホーム1面1線、南口側に島式ホーム1面2線、計2面3線を有する地上駅である。1981年（昭和56年）に完成した橋上駅舎を持ち、南北に出口がある。北口（表口）・南口にはそれぞれエスカレーターが、構内の各ホームへはエスカレーターとバリアフリー対応のエレベーターが設置されている。また2002年（平成14年）12月には北口（表口）に駅ビルが完成した。
千葉統括センター所属の直営駅であり、管理駅として都賀駅・物井駅を管理している。駅舎内には自動改札機、指定席券売機、話せる指定席券売機が設置されている。

### のりば
| 番線 | 路線                        | 方向       | 行先                 | 備考 |
| ---- | --------------------------- | ---------- | -------------------- | ---- |
| 0    | ■ 総武本線                  | 上り・下り | 千葉・物井・佐倉方面 |      |
| 1    | ■ 総武本線 （■ 成田線含む） | 上り       | 千葉・東京・大船方面 |      |
| 2    | ■ 総武本線                  | 下り       | 佐倉・成田・銚子方面 |      |
| 2    | ■ 成田線                    | 下り       | 佐倉・成田・銚子方面 |      |

（出典：JR東日本:駅構内図）
- 現地の案内では、エレベーター付近を除いて成田線のラインカラーである緑（■）を使用せず、総武本線のラインカラーである黄色（■）のみで案内されている。
- 1・2番線ホーム有効長は15両編成分である。基本的に千葉方面上り列車は1番線を、佐倉方面下り列車は2番線を使用する。
- 0番線ホーム有効長は10両編成分である。上下共用の待避線となっており、一部普通列車が特急列車通過待ちに使用している他、千葉駅 - 当駅間を結ぶ普通列車折返しや臨時列車の時間調整でも使用されている。かつては普通列車が快速・通勤快速を待ち合わせると言った緩急接続が見られたが、現在は無い。

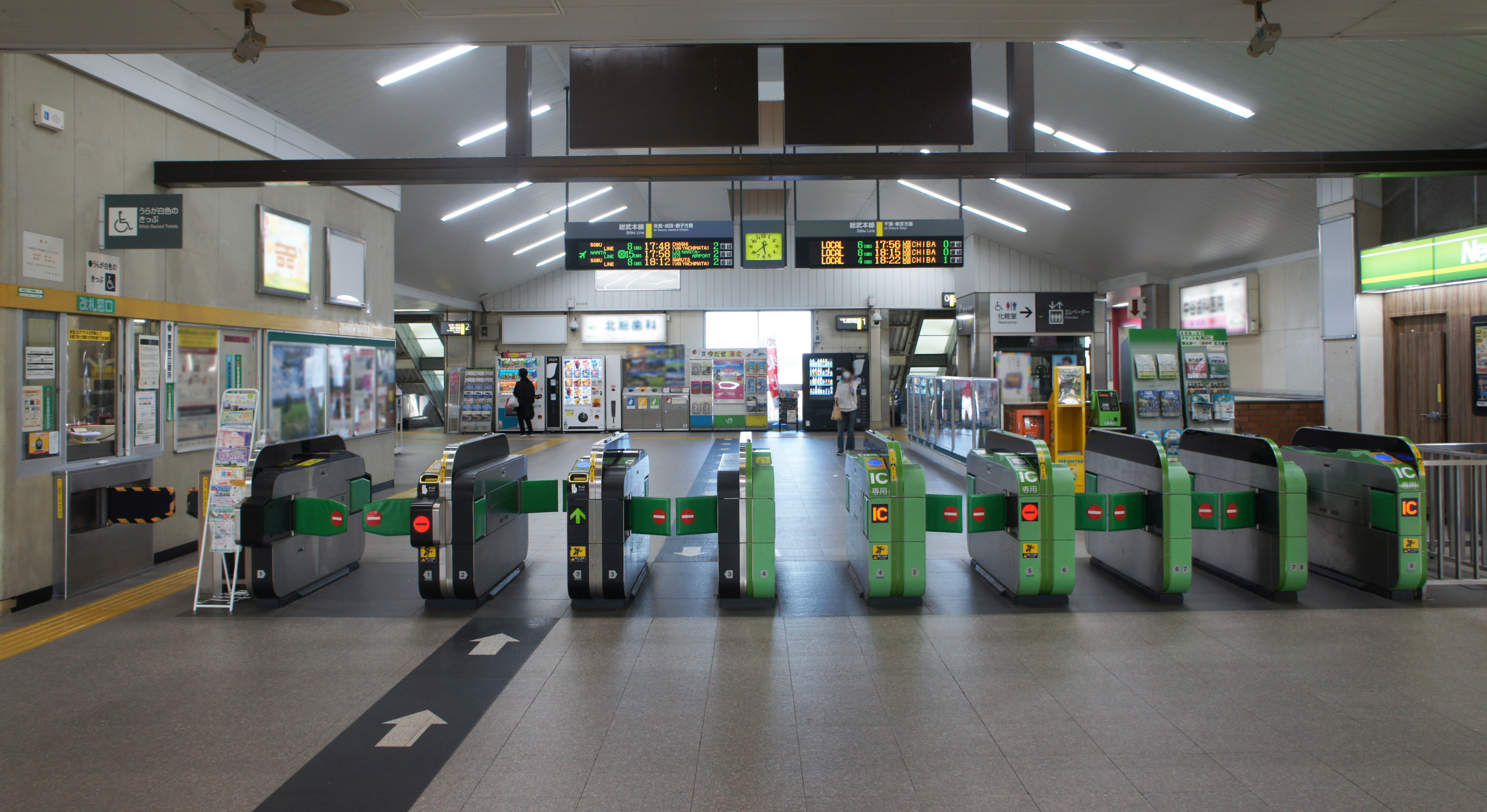
改札口（2021年5月）
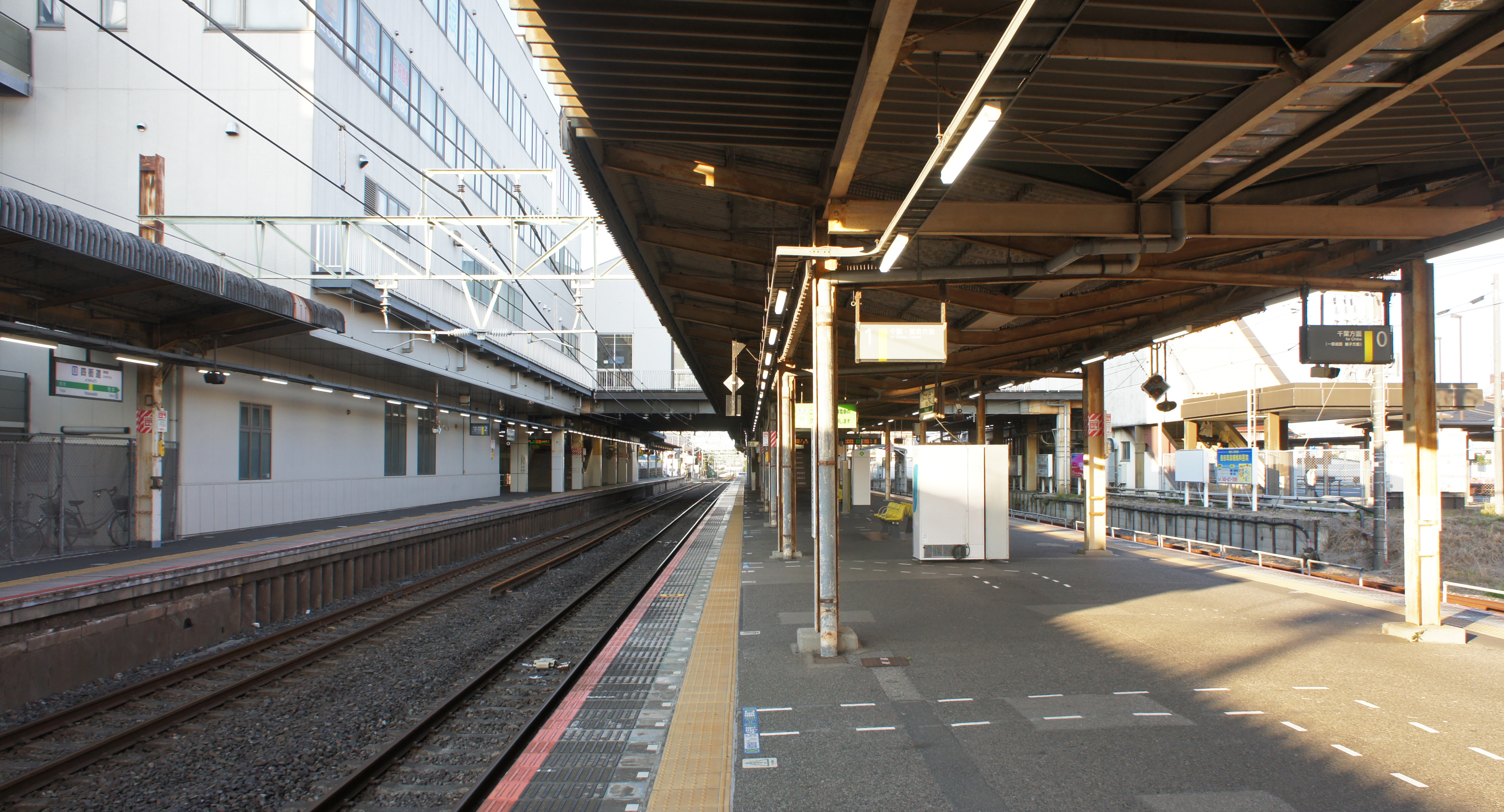
駅ホーム（2021年5月）

### 駅設備
- 改札外設備
  - 四街道市役所 - 駅市民サービスセンター
  - NewDays

## 利用状況
2023年（令和5年）度の1日平均乗車人員は20,083人である。千葉駅以東の総武本線・成田線においては最も多い。
JR東日本及び千葉県統計年鑑によると、近年の1日平均乗車人員の推移は以下の通り。
| 年度               | 1日平均 乗車人員 | 出典     |
| ------------------ | ---------------- | -------- |
| 1990年（平成02年） | 25,840           | [ * 1 ]  |
| 1991年（平成03年） | 26,907           | [ * 2 ]  |
| 1992年（平成04年） | 27,743           | [ * 3 ]  |
| 1993年（平成05年） | 28,523           | [ * 4 ]  |
| 1994年（平成06年） | 28,594           | [ * 5 ]  |
| 1995年（平成07年） | 28,688           | [ * 6 ]  |
| 1996年（平成08年） | 28,523           | [ * 7 ]  |
| 1997年（平成09年） | 27,507           | [ * 8 ]  |
| 1998年（平成10年） | 26,967           | [ * 9 ]  |
| 1999年（平成11年） | 26,448           | [ * 10 ] |
| 2000年（平成12年） | 26,049           | [ * 11 ] |
| 2001年（平成13年） | 25,493           | [ * 12 ] |
| 2002年（平成14年） | 24,761           | [ * 13 ] |
| 2003年（平成15年） | 24,356           | [ * 14 ] |
| 2004年（平成16年） | 24,053           | [ * 15 ] |
| 2005年（平成17年） | 23,529           | [ * 16 ] |
| 2006年（平成18年） | 23,118           | [ * 17 ] |
| 2007年（平成19年） | 22,787           | [ * 18 ] |
| 2008年（平成20年） | 22,571           | [ * 19 ] |
| 2009年（平成21年） | 21,937           | [ * 20 ] |
| 2010年（平成22年） | 21,776           | [ * 21 ] |
| 2011年（平成23年） | 21,680           | [ * 22 ] |
| 2012年（平成24年） | 21,817           | [ * 23 ] |
| 2013年（平成25年） | 22,224           | [ * 24 ] |
| 2014年（平成26年） | 21,808           | [ * 25 ] |
| 2015年（平成27年） | 22,121           | [ * 26 ] |
| 2016年（平成28年） | 22,132           | [ * 27 ] |
| 2017年（平成29年） | 22,053           | [ * 28 ] |
| 2018年（平成30年） | 22,262           | [ * 29 ] |
| 2019年（令和元年） | 21,975           | [ * 30 ] |
| 2020年（令和02年） | 16,972           |          |
| 2021年（令和03年） | 17,976           |          |
| 2022年（令和04年） | 19,176           |          |
| 2023年（令和05年） | 20,083           |          |

## 駅周辺
北口（表口）周辺には市役所や市の公共施設、商業施設等のビルが多く立地し、駅前広場には橋上駅舎の供用に併せて駅前ロータリーも整備された。
南口の駅前ロータリーは、2010年（平成22年）11月13日に竣工し、供用を開始した。南口周辺には住宅地が広がっている。

### 北口
四街道一丁目
- JR四街道ビル - ミニ駅ビル。運営は2009年（平成21年）4月1日より、JR東日本の子会社である千葉ステーションビル（以前は京葉企画開発）が実施。2階は駅改札外コンコースと直結。
- 京葉銀行 四街道支店

四街道（街区無し） 

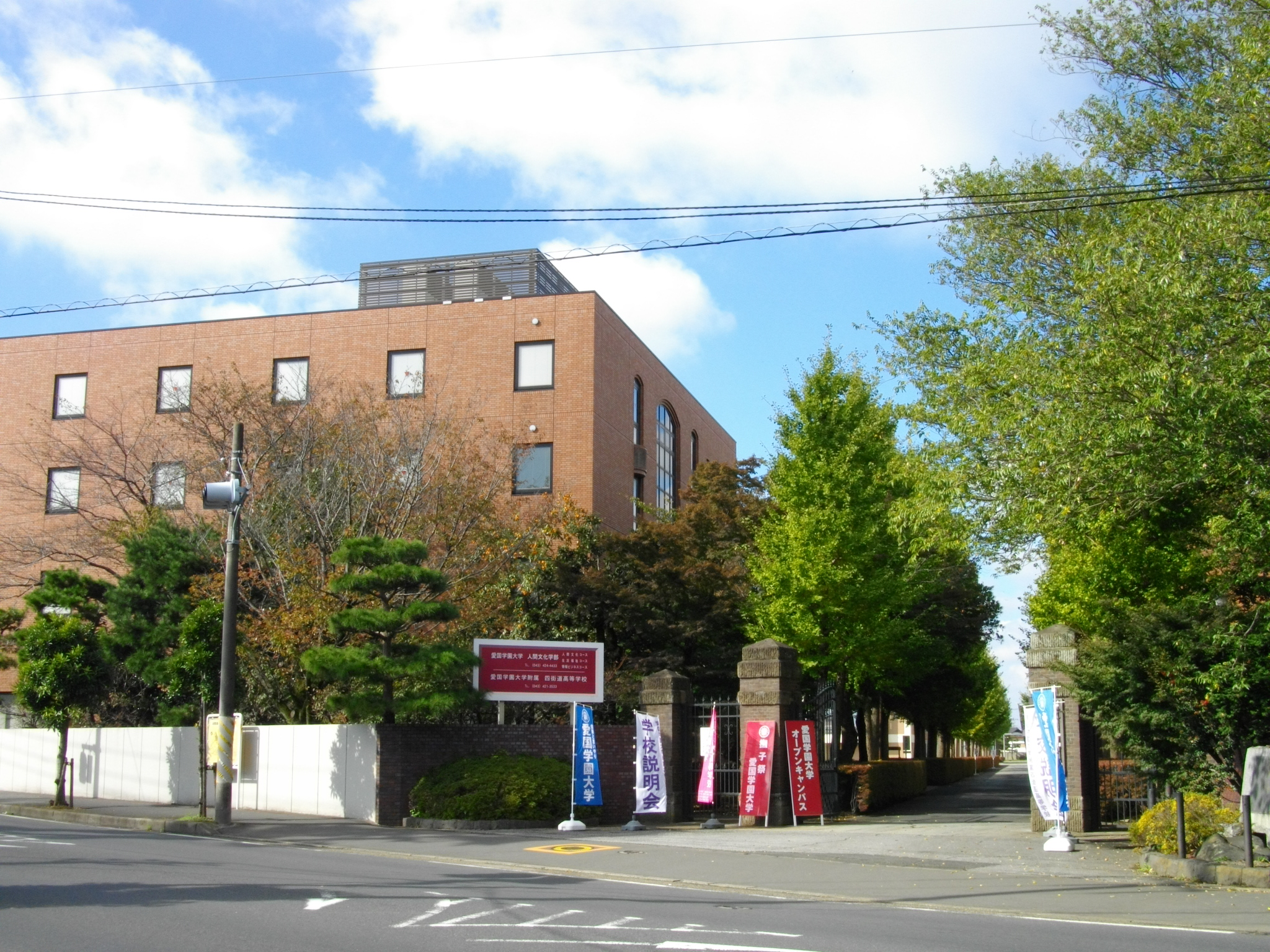
愛国学園大学

- 愛国学園大学 - 大日本帝国陸軍野戦重砲兵第四連隊と陸軍野戦砲兵学校跡地にあり、正門は野戦重砲兵第四連隊時代からのものが用いられている[新聞 3]。
- 千葉敬愛高等学校
- 四街道市立四街道小学校

鹿渡
- 千葉銀行四街道支店
- 四街道市役所・第二庁舎（教育委員会）（旧・四街道郵便局）
- 千葉県立四街道特別支援学校（旧称・千葉県立四街道養護学校）
- 四街道市消防本部・消防署
- 国立病院機構下志津病院[1]

中央

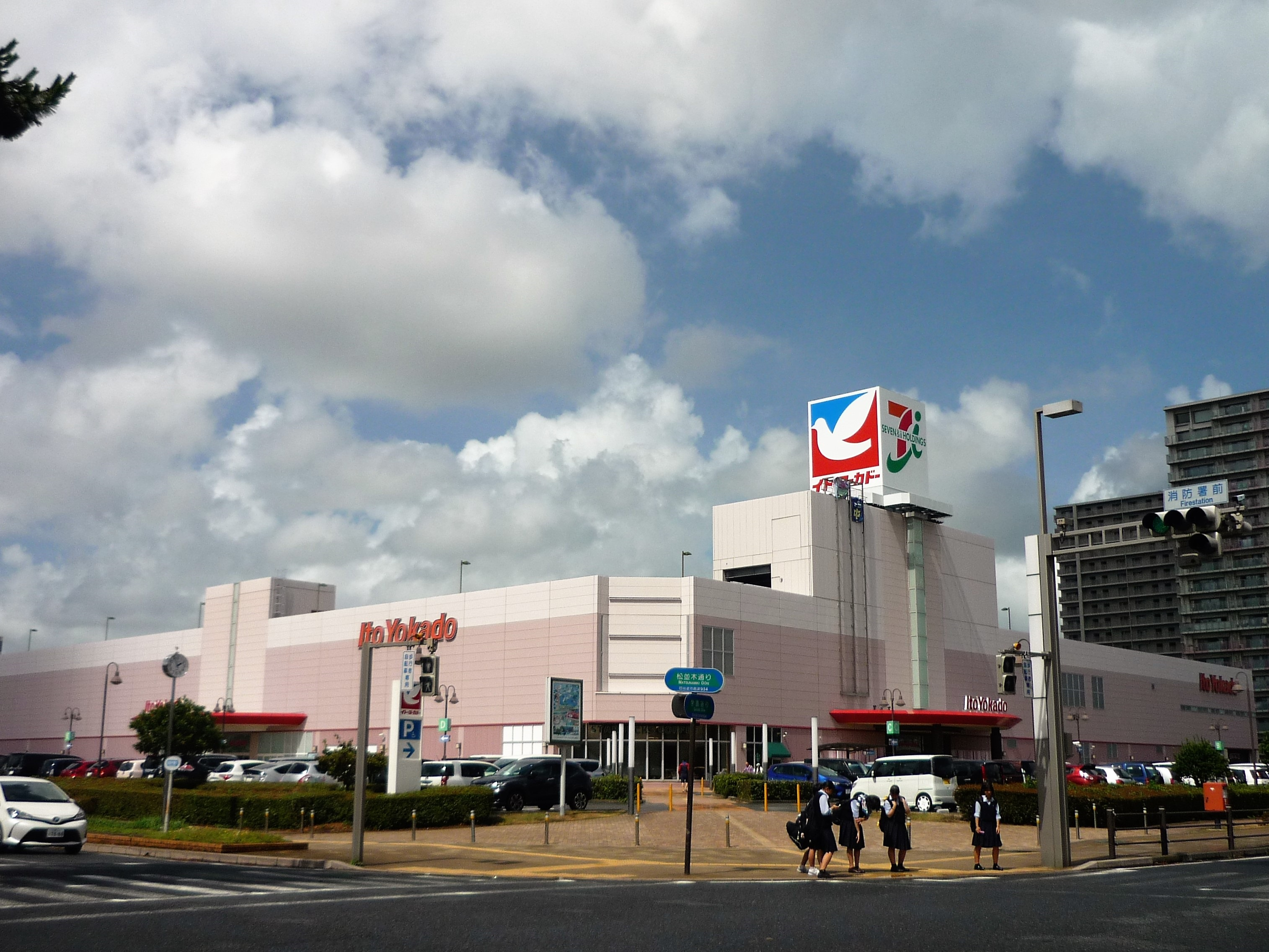
イトーヨーカドー四街道店

- イトーヨーカドー四街道店 - 精工舎千葉工場・旧四街道中学校跡地に開店。
- 千葉信用金庫 四街道支店

鹿渡（鹿渡無番地）
- 四街道市役所
- 千葉県立四街道高等学校
- 四街道市立中央小学校

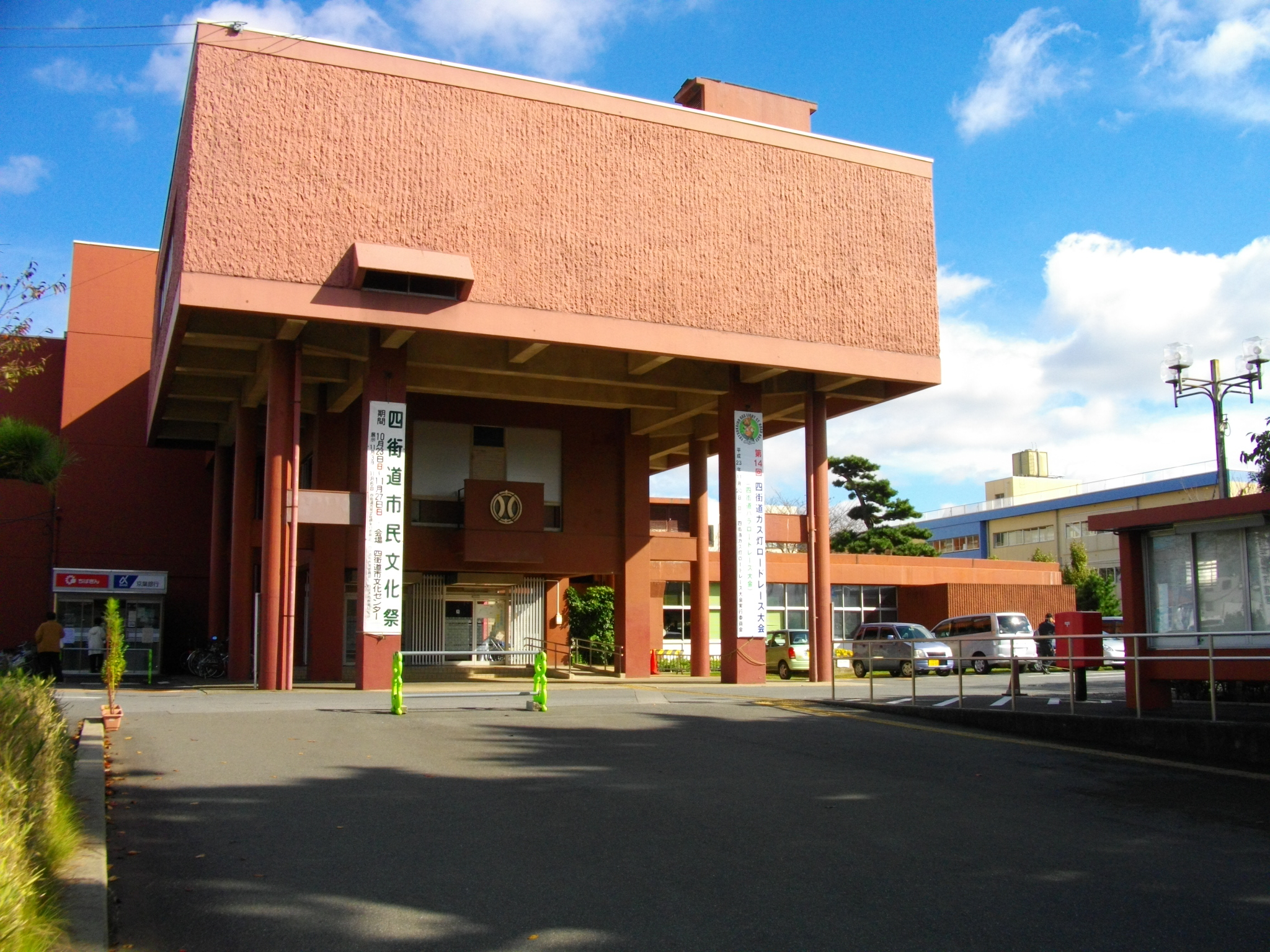
四街道市役所

- 四街道中央公園 - 四街道総合公園に次ぐ大規模公園。桜まつり・産業祭など、市主催のイベントが多数開催される。

大日
- 四街道市文化センター
- 四街道市立図書館
- M2プラザ - 旧・イトーヨーカドー四街道店。ヤオコー・サンドラッグ・ダイソー・パシオスなどが出店。
- 四街道市立四街道西中学校
- 四街道市立大日小学校
- 千葉県立千葉盲学校
- 医療法人 光清会 大日病院

栗山
- 千葉県立四街道北高等学校
- 四街道市立四街道北中学校
- 医療法人社団 威風会 栗山中央病院

つくし座
- 四街道市立栗山小学校

千葉市稲毛区小深町
- 日本基督教短期大学（2008年廃止）

千葉市若葉区若松町
- 陸上自衛隊 下志津駐屯地

### 南口
和良比
- 千葉県四街道警察署
- 京葉銀行 四街道南支店
- 四街道市立四和小学校

美しが丘
- 京葉銀行四街道南支店
- 和良比堀込城跡
- 四街道郵便局
- 四街道市立和良比小学校

めいわ
- 四街道市立四街道中学校
- MEGAドン・キホーテ四街道店 - 旧・長崎屋四街道店。
- めいわガス灯通り - メモリアルモニュメントとして6基のガス灯が設置されている[新聞 4][新聞 5]。

## バス路線
四街道駅北口と四街道駅南口の2箇所のバス停留所が設置されている。

### 四街道駅北口
京成バス千葉イースト・東京空港交通が運行する路線が発着する。
| 乗り場 | 運行事業者                        | 系統・行先                                                                        | 備考 |
| ------ | --------------------------------- | --------------------------------------------------------------------------------- | ---- |
| 1      | 京成バス千葉イースト              | C70：千葉駅 Y50：草野車庫 / ポリテクセンター千葉入口 Y51：ポリテクセンター千葉    |      |
| 1      | 京成バス千葉イースト 東京空港交通 | 羽田空港                                                                          |      |
| 2      | 京成バス千葉イースト              | 京成佐倉駅 田町車庫                                                               |      |
| 2      | 京成バス千葉イースト              | Y02・Y05：千代田団地                                                              |      |
| 3      | 京成バス千葉イースト              | 志津駅南口 東邦大学佐倉病院正面玄関前 ユーカリが丘駅南口                          |      |
| 3      | 京成バス千葉イースト              | Y04：千代田団地 / バードヒル池花 Y06：四街道市営霊園 Y40：勝田台駅南口 / 大日中央 |      |
| 4      | 京成バス千葉イースト              | Y30：つくし座循環 Y60・Y62：みそら団地 C71深夜：千代田団地 ヨッピィ：市内循環線   |      |

### 四街道駅南口
京成バス千葉イースト・平和交通が運行する路線が発着する。
| 乗り場 | 運行事業者                    | 系統・行先                                                                    | 備考 |
| ------ | ----------------------------- | ----------------------------------------------------------------------------- | ---- |
| 1      | 平和交通                      | 都賀駅 / 若松営業所                                                           |      |
| 2      | 京成バス千葉イースト          | Y61・Y63：みそら団地 Y81：総合公園                                            |      |
| 3      | 京成バス千葉イースト          | Y80：千城台駅                                                                 |      |
| 3      | 京成バス千葉イースト 平和交通 | Y70：めいわ循環（右回り） / めいわ車庫 Y71：めいわ循環（左回り） / めいわ入口 |      |

## 隣の駅
東日本旅客鉄道（JR東日本）
■総武本線・■成田線（成田線は佐倉駅まで総武本線）
- 特急「しおさい」「成田エクスプレス」一部停車駅

■快速・■■普通（各駅停車）
都賀駅 (JO 30) - 四街道駅 (JO 31) - 物井駅 (JO 32)